# 沙崙線
沙崙線，為臺灣鐵路公司（原臺灣鐵路管理局，略稱臺鐵或臺鐵局）之客運支線，定位為高鐵臺南站的連絡線，2011年1月2日正式通車。沙崙線開通後，大幅減少高鐵臺南站至臺南市區的旅行時間（公路約需40－50分鐘），亦為自1992年南迴線開通以來臺鐵再次新築路線。也是台鐵現行營運中位置最南的支線。

## 歷史
- 2005年
  - 5月31日：立法院通過相關預算。
  - 7月7日：舉辦地方說明會，大潭村民眾對路線規畫不滿意，要求變更。但中洲、中生村支持；後仍照原訂計畫徵收土地完成。
- 2007年
  - 1月5日：台灣高鐵板橋－左營段通車。
- 2008年
  - 1月25日：高鐵快捷公車台南公園線通車，為沙崙線替代方案。
  - 11月13日：橫跨南160線鄉道（今區道）之高架橋因施工不慎崩裂[2]，稍後敲除重建[3]。
- 2009年
  - 大潭車站定名長榮大學車站，此舉曾受到當地居民反對[4]。
- 2010年
  - 2月28日：時任行政院院長吳敦義視察，宣佈以2011年1月1日為目標通車。
  - 11月16日、18日：開放民間團體試乘。
  - 12月22日：台鐵大改點。同日至28日進行沙崙線試運轉，排點比照通車後時刻（臺南－中洲段開放一般乘客搭乘）。
- 2011年
  - 1月2日：正式通車。因作為建國百年首項活動，總統馬英九等人俱赴現場。台南、中洲開放電子票證乘車。
  - 1月3日：高鐵快捷公車台南公園線廢止。
  - 1月15日：免費乘車結束；台南、中洲、長榮大學、沙崙四站全程開放電子票證乘車。
  - 6月30日：南科－沙崙間所有車站開放電子票證乘車。
- 2017年
  - 4月27日：原本以南科起訖的班次全部改至善化發車。
- 2020年
  - 10月28日：沙崙支線長榮大學＝沙崙間橋下道路發生隨機擄人殺人事件。

## 概要

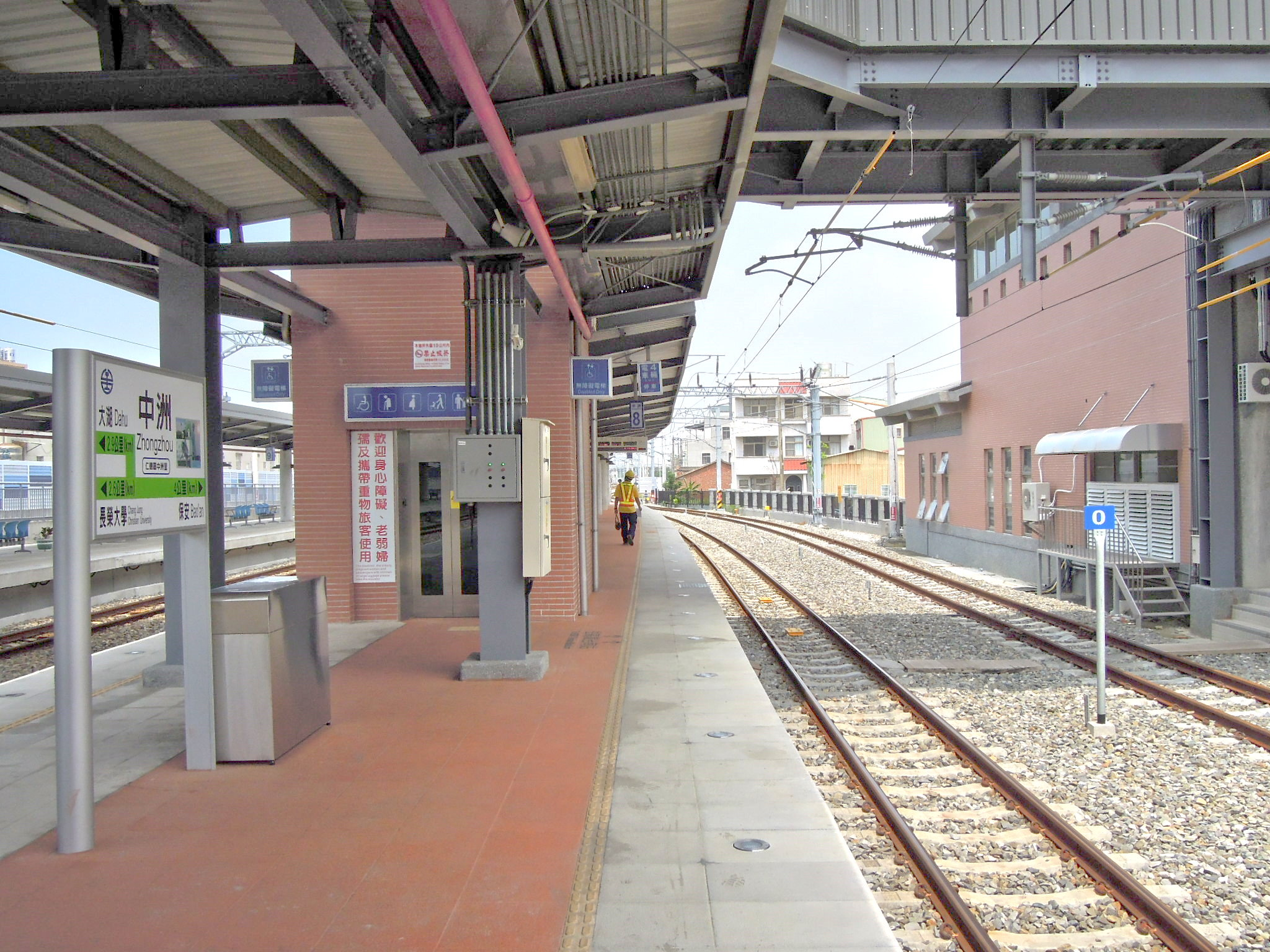
中洲站內的沙崙線0公里標

該線興建的目的，是為了解決臺南都會區與高鐵站間的交通問題。最初台南市區至高鐵車站計畫興建臺南捷運紅線，但由於政府財政上的困難，交通部高速鐵路工程局辦理「民間機構參與興建暨營運台南都會區大眾捷運系統優先辦理路線可行性研究」，經行政院核示應優先考量高鐵站與台鐵站間最佳的銜接方式後，高速鐵路工程局提出興建「沙崙線」的構想，並進行初步設計，之後全案轉由交通部鐵路改建工程局東部工程處負責後續工程。
沙崙線原定2009年竣工，並計畫配合2008年臺灣博覽會（後未舉辦）提前完工。但因為二仁溪整治計畫的關係，於2010年竣工，並移轉給台鐵經營。2011年1月2日正式通車後，臺鐵闢駛經中洲直達臺南的區間車，距離約18km、需時13分鐘，較高鐵快捷公車節省約一半時間。
工程經費方面：土木工程建設經費為新臺幣33.9億元（其中包括跨越中山高速公路的困難工程，亦為臺鐵首條上跨高速公路的路線），增購電聯車16輛約為新臺幣8億元；中洲車站整體改建總經費為新臺幣3.7億元，南160號道路鐵路平交道立體化工程總經費新臺幣1.7億元，合計共需新臺幣47.3億元。而沙崙線除了全線高架，路線也採用版式軌道。
臺南市縣合併改制之後，2012年起跨年晚會均選在高鐵站區舉行，沙崙線也配合延長營運至凌晨2時。

## 路線資料
- 經營管轄：臺灣鐵路公司（原臺灣鐵路管理局）
- 路線距離：中洲－沙崙間5.3公里
- 軌距：1,067毫米
- 車站數：3（含起訖車站）
- 開業時間：2011年1月2日全線開通
- 雙線區間：全線
- 電化區間：全線（交流25KV）
- 除中洲端部份採路堤外，全線高架無平交道
- 營運時間：06:00至24:00
- 營運班距：配合高鐵時刻，約20至40分一班

## 運行形態
以臺南市為中心，由縱貫線車站始發，經由臺南至沙崙間開行區間車、區間快車，列車時刻均配合高鐵北上開車時間。目前共有4種運行方式；
| 班次數 | 行駛區間             | 嘉義 | … | 新營 | … | 善化 | 南科 | 新市 | 永康 | 大橋 | 臺南 | 保安 | 仁德 | 中洲 | 長榮大學 | 沙崙 | 行駛日                     | 備註 |
| ------ | -------------------- | ---- | - | ---- | - | ---- | ---- | ---- | ---- | ---- | ---- | ---- | ---- | ---- | -------- | ---- | -------------------------- | ---- |
| 1/1    | 善化＝沙崙（區間快） |      |   |      |   | ●    | ●    | －   | ●    | －   | 每   | －   | －   | ●    | －       | 每   |                            |      |
| 12/14  | 善化＝沙崙           |      |   |      |   | ●    | ●    | ●    | ●    | ●    | 每   | ●    | ●    | ●    | ●        | 每   |                            |      |
| 5/5    | 永康＝沙崙           |      |   |      |   |      |      |      | ●    | ●    | 每   | ●    | ●    | ●    | ●        | 每   |                            |      |
| 16/16  | 臺南＝沙崙           |      |   |      |   |      |      |      |      |      | 每   | ●    | ●    | ●    | ●        | 每   |                            |      |
| 2/1    | 嘉義＝沙崙           | ●    | ● | ●    | ● | ●    | ●    | ●    | ●    | ●    | 每   | ●    | ●    | ●    | ●        | 每   | 晨昏延駛嘉義，中途各站皆停 |      |

行駛列車多經過臺南＝沙崙區間，使得單向平均每30分鐘即有一班。而在2017年4月27日善化車站第二月台落成前，每日有8班列車在善化折返時，不辦理客運（載客區間僅至南科）。

## 使用車輛及編組運用
營運初期，列車外觀為以臺南市風景為主題之彩繪，內部則配有智慧型列車服務資訊系統。

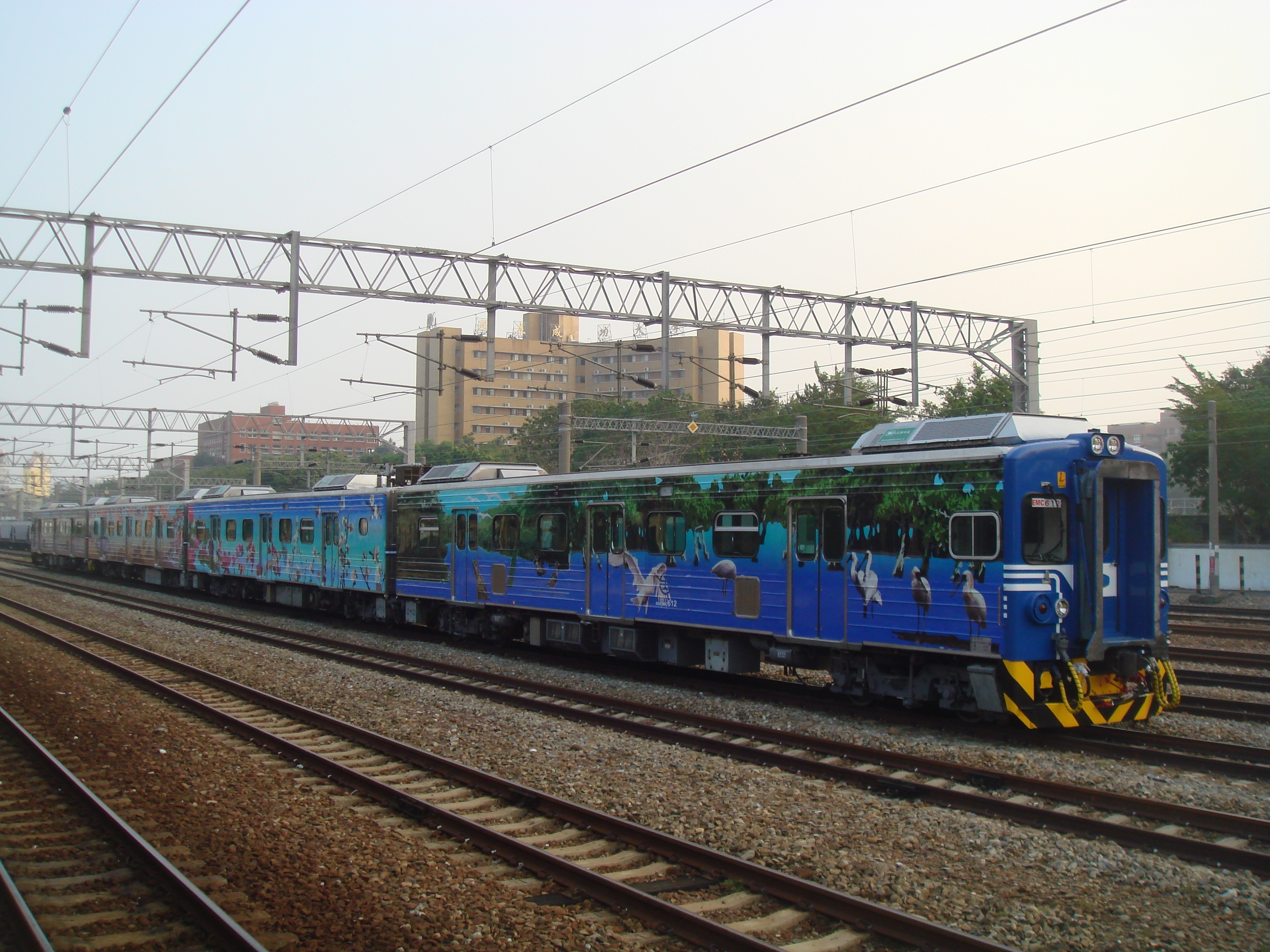
沙崙線列車過去的塗裝

## 電子票證
目前沙崙線各站設有多卡通驗票閘門，可持一卡通、悠遊卡、icash2.0搭乘。

## 車站一覽
（註：車站等級：分為特等、一等、二等、三等、甲簡、乙簡、丙簡、簡易、招呼、號誌）
| 車站名稱          | 車站名稱                               | 編號 | 營業里程 中洲起 | 等級 | 續接／交會路線 | 備註                    | 所在地 | 所在地 |
| 中文 （國音電碼） | 英譯                                   | 編號 | 營業里程 中洲起 | 等級 | 續接／交會路線 | 備註                    | 所在地 | 所在地 |
| ----------------- | -------------------------------------- | ---- | --------------- | ---- | -------------- | ----------------------- | ------ | ------ |
| 中洲              | Zhongzhou                              | 4270 | 0.0             | 二等 |                | 可轉乘縱貫線 (直通运行) | 台南市 | 仁德區 |
| 長榮大學          | Chang Jung Christian University (CJCU) | 4271 | 2.6             | 簡易 |                | 長榮大學校門口          | 台南市 | 歸仁區 |
| 沙崙              | Shalun                                 | 4272 | 5.3             | 乙簡 |                | 可轉乘高鐵台南站        | 台南市 | 歸仁區 |

## 未來計畫
2011年4月，臺南市政府交通局局長魏健宏表示，為了提高沙崙支線載運率，交通局研擬3個方案。首先要向交通部爭取延伸到歸仁、關廟等人口密集地區，讓沙崙支線成為臺南市軌道運輸的骨幹。
2024年4月，地方居民在國發會公共政策網路參與平台提案，要求評估沙崙線延伸至旗山、美濃、屏東高鐵站。

## 工程圖集

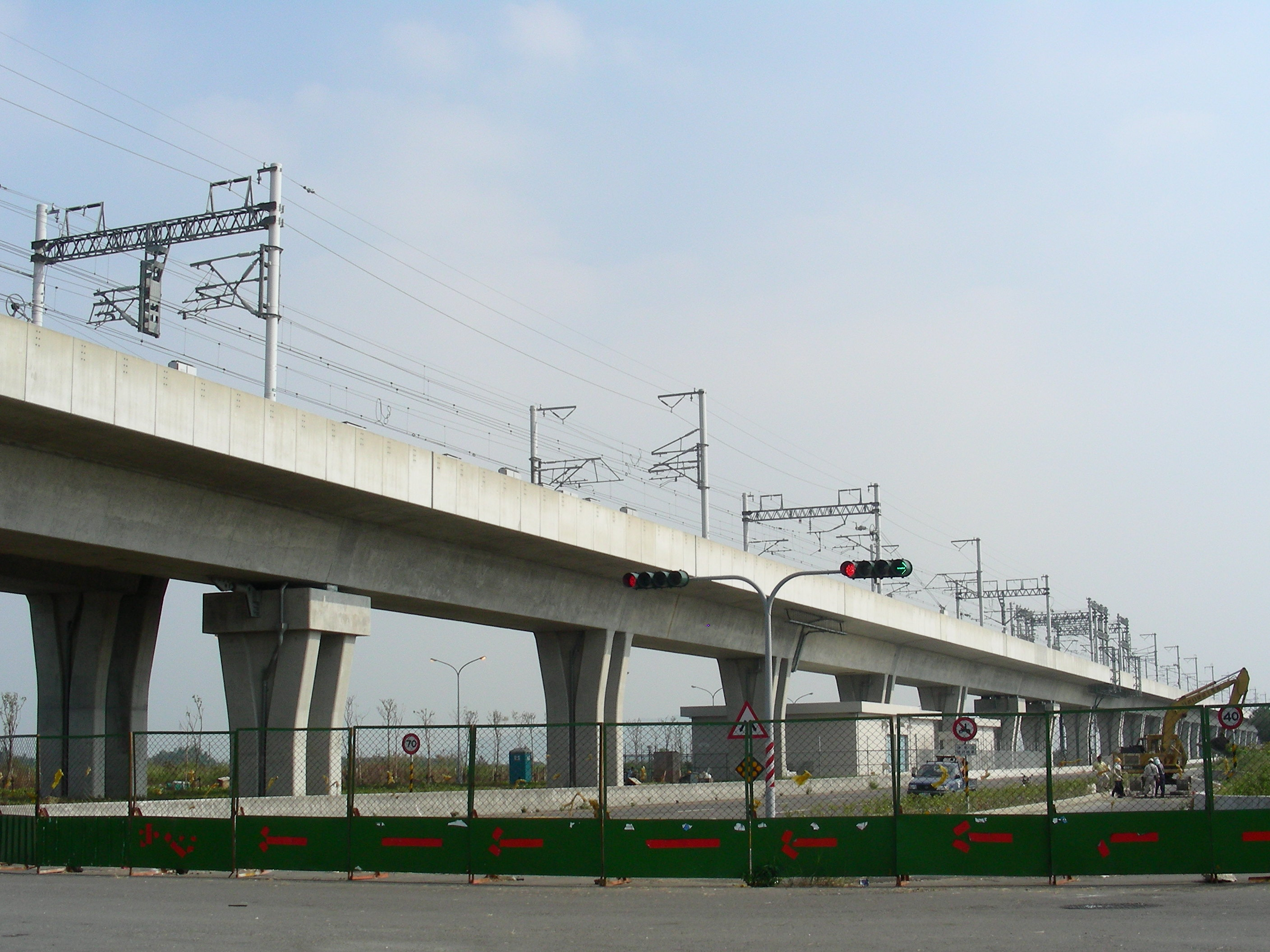
2006年10月：台39線、高鐵台南站南側
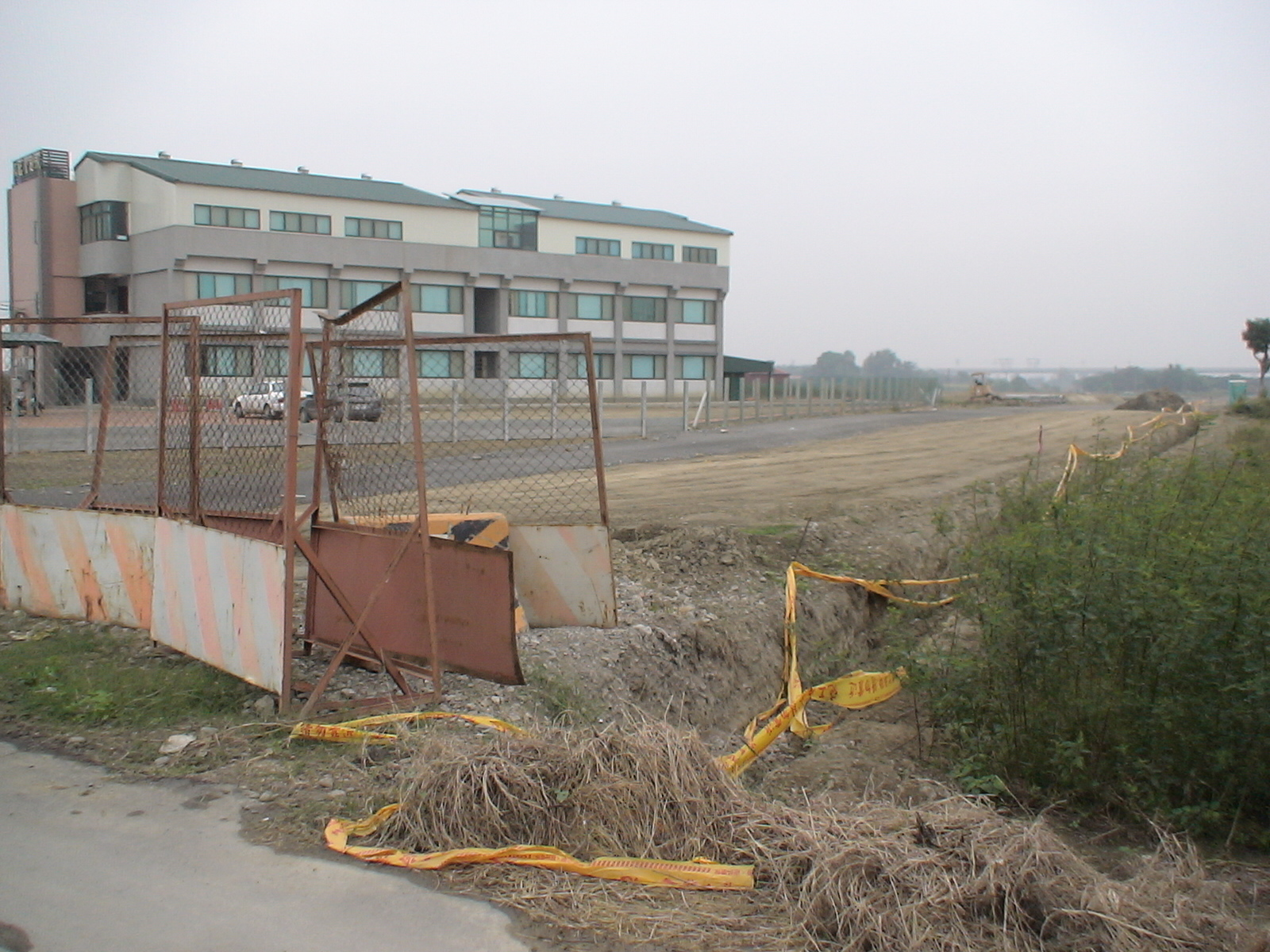
2007年1月：里程K4+150處；遠方可見高鐵軌道
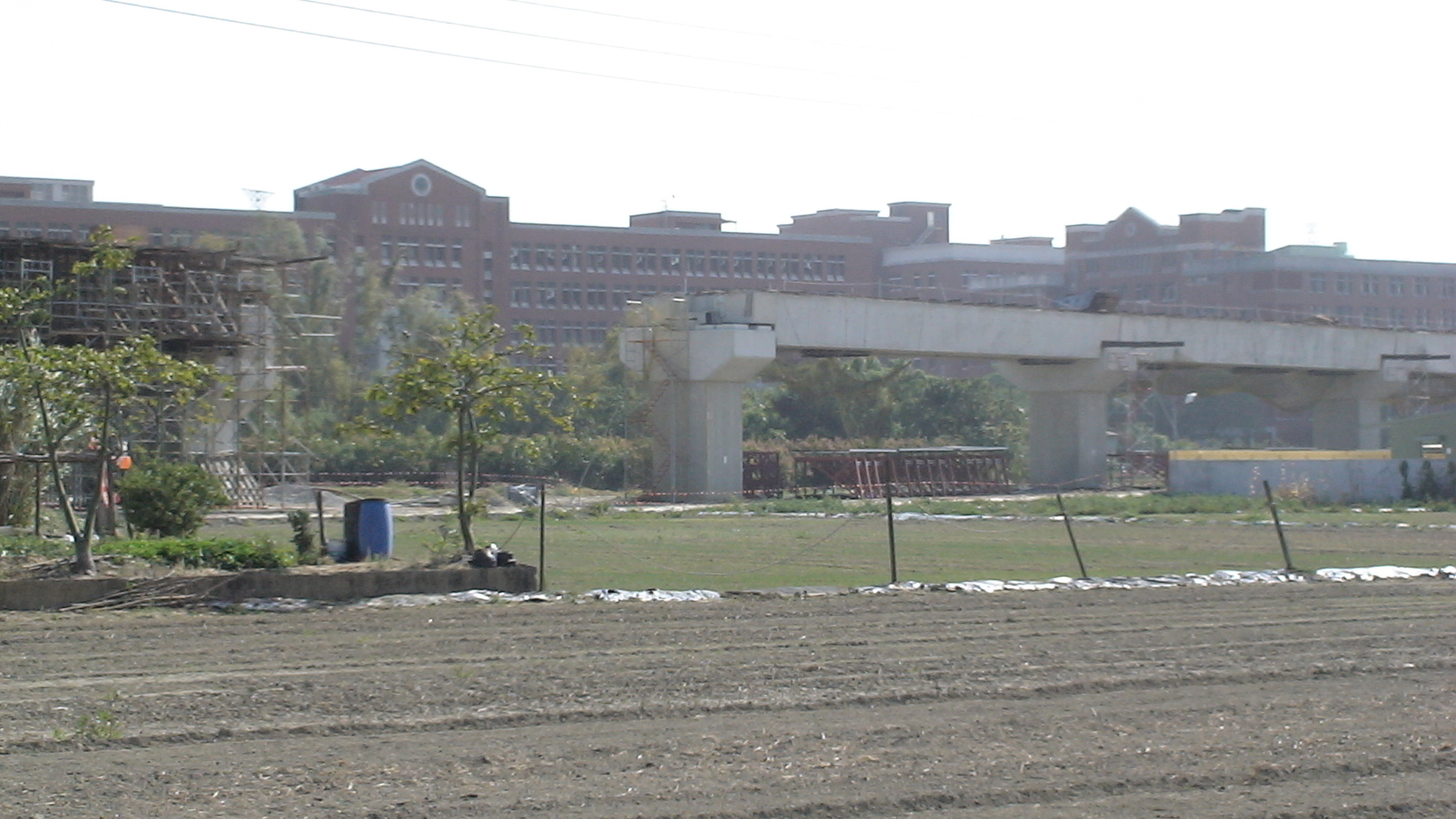
2008年7月：施工中的長榮大學車站（圖左）
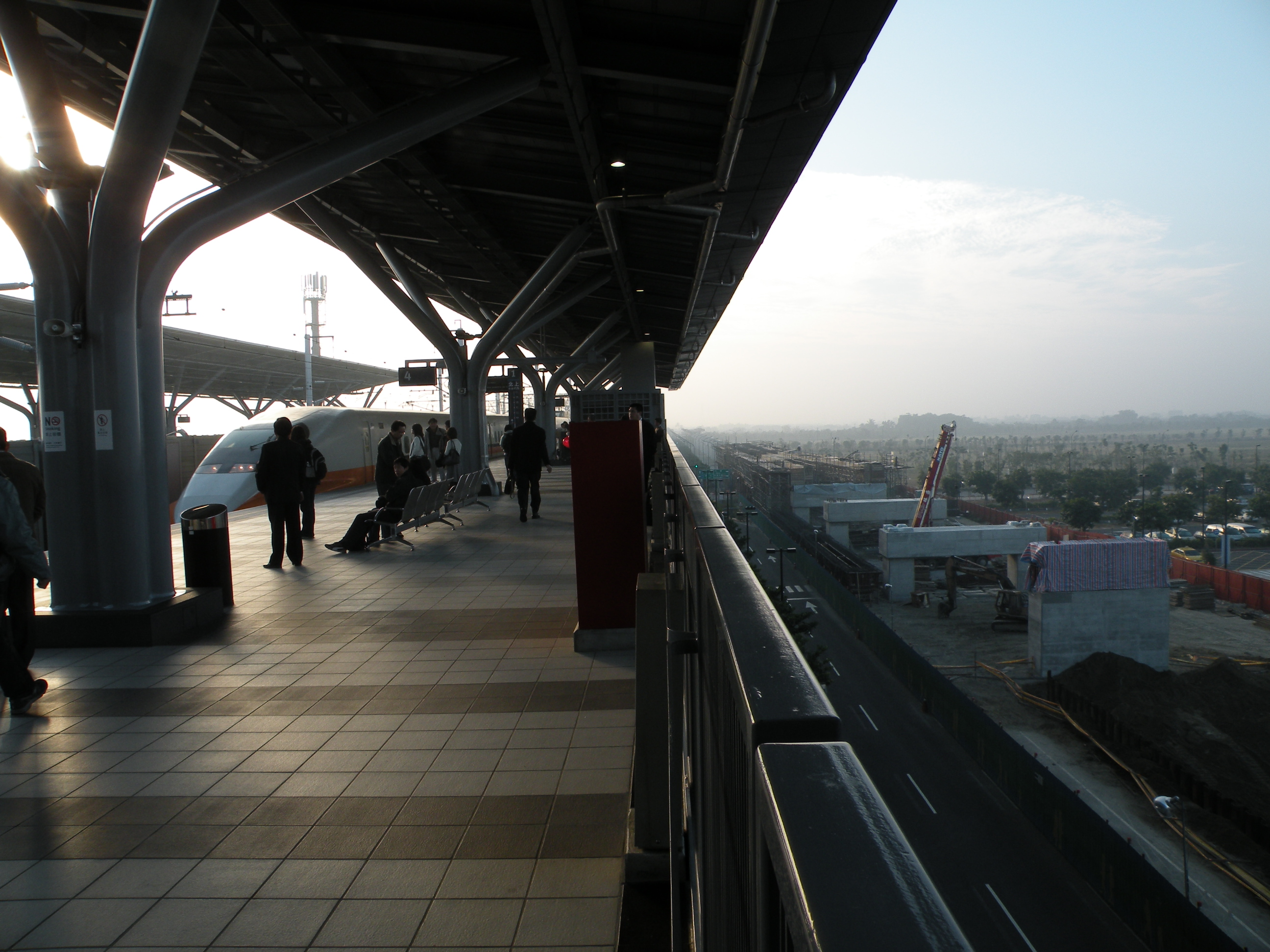
興建中的沙崙車站與高速鐵路相鄰（2009年）
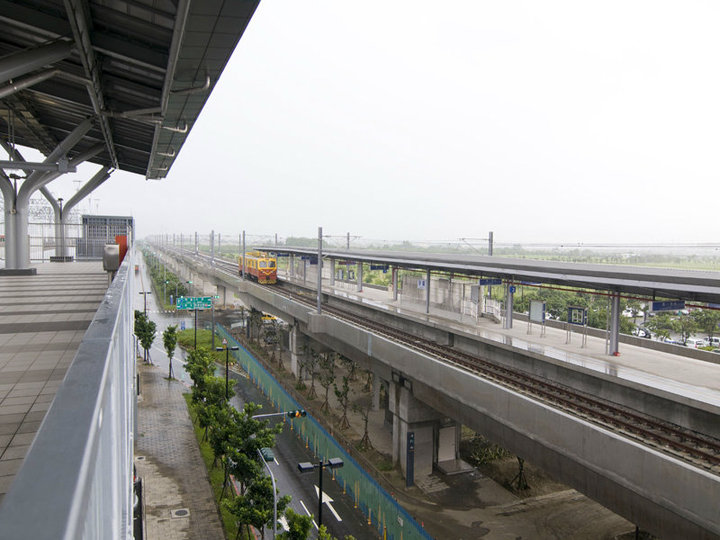
接近完工的沙崙車站（右側）與高鐵台南站（2010年）
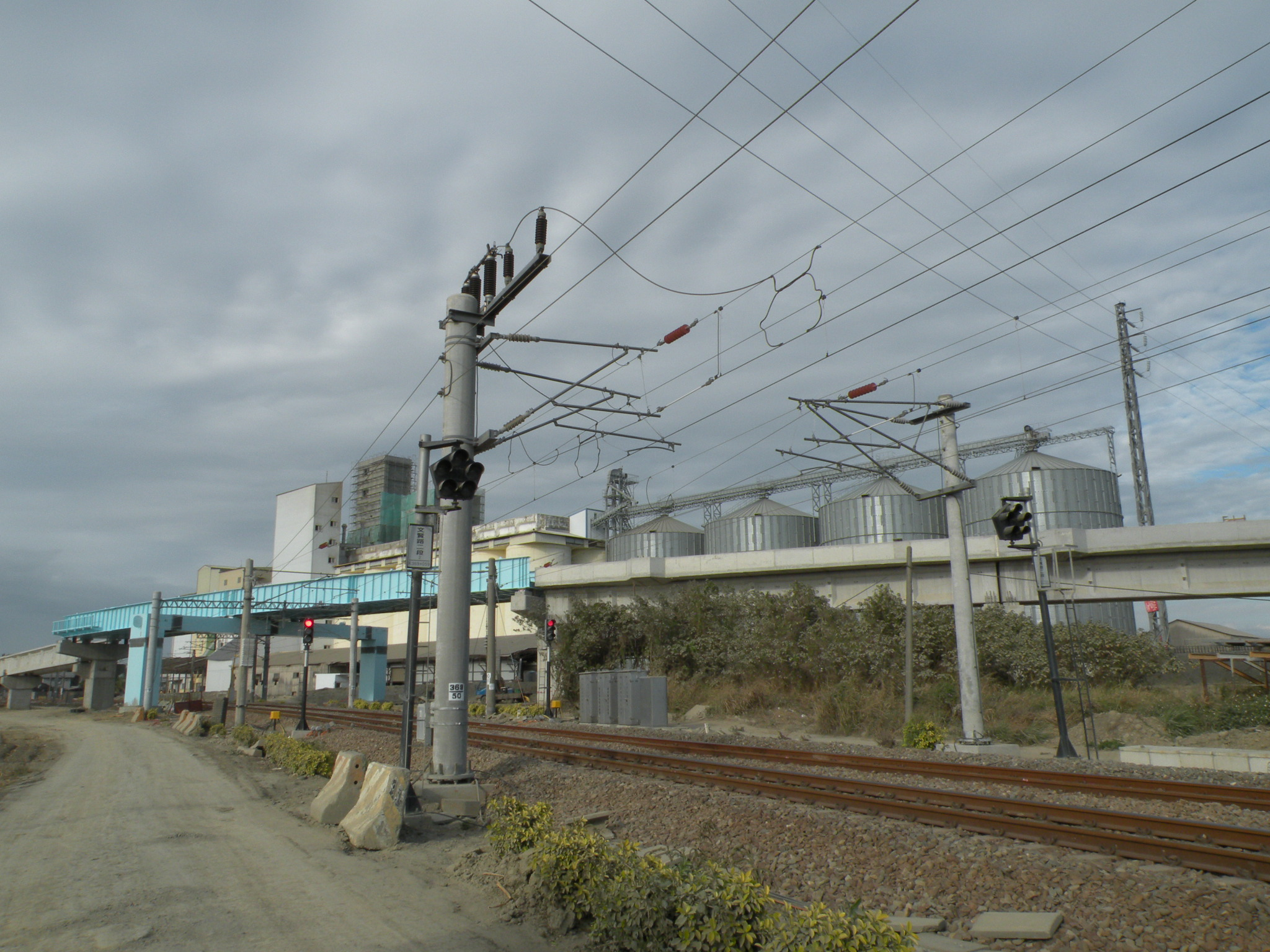
沙崙線與縱貫線立體交叉

## 沿線風景
沙崙線於中洲車站新設第一月台A側及高架第三月台，出站後下行線以半徑200公尺之曲線轉東、上行線亦轉東但以29.9‰坡度爬升並越過縱貫線，稍後兩線會合掠過高速公路仁德服務區南緣。復續往東轉東北進入大潭，於長榮大學前方設站。出大潭後跨越南160線，進入高鐵特定區後與台39線、高鐵路線平行。最後進入站區並止於高鐵車站南方，台鐵與高鐵站兩間有空廊相銜。

## 外部連結
- 交通部鐵道局 （页面存档备份，存于）
- 交通部臺灣鐵路管理局 （页面存档备份，存于）
- 沙崙線 （页面存档备份，存于）-交通部觀光局